# SesioneS con Alejandro Franco
Sesiones con Alejandro Franco son sesiones de conciertos y entrevistas grabados en la Ciudad de México, creado y conducido por Alejandro Franco. Estrenado en 2007, transmitido a toda Latinoamérica desde 2009 a través de Sony Entertainment Television, Sony Spin y Concert Channel.

## Temporadas

### Temporada 1
La primera temporada fue grabada a fines de 2006 en el Teatro Polyforum de la Ciudad de México. El estreno del programa fue en 2007.
- Bengala
- Delays
- Kinky
- The New Pornographers
- Los Dynamite
- Nerdkids
- Colder
- Chetes
- Austin TV
- Belanova
- of Montreal
- Sub Division
- Los Bunkers
- Placebo

### Temporada 2
El estreno de la segunda temporada fue en 2008.
- The Bravery
- Klaxons
- Liquits
- Becker
- The Dandy Warhols
- Chris Cornell
- La Gusana Ciega
- Instituto Mexicano del Sonido
- Kaiser Chiefs
- Sussie 4
- Ely Guerra
- Fobia
- Los Amigos Invisibles
- Los Tres
- Porter

### Temporada 3
El estreno de la tercera temporada fue en 2009 con The Kooks.
- The Kooks
- Babasónicos
- Calle 13
- Katy Perry
- Los Auténticos Decadentes
- Molotov
- Zoé
- Hello Seahorse!
- GeneraSion

### Temporada 4
La cuarta temporada fue grabada en el "José Cuervo Salón" de la Ciudad de México. El estreno de la temporada fue el 19 de abril de 2010 con Café Tacvba.
- Adanowsky
- Aterciopelados
- Café Tacvba
- Rodrigo y Gabriela
- Francisca Valenzuela
- Moby
- The Misfits
- The Ting Tings

### Temporada 5
La quinta temporada fue grabada en el "José Cuervo Salón" de la Ciudad de México. El estreno de la temporada fue el 5 de mayo de 2011 con Julieta Venegas.
- Dapuntobeat
- Enanitos Verdes
- Javiera Mena
- Julieta Venegas
- Kate Nash
- Los Bunkers
- Minus the Bear
- Panteón Rococó
- Regina Spektor
- Spoon
- White Lies

### Temporada 6
La sexta temporada fue estrenada el 12 de abril de 2012 con Cake.
- 30 Seconds to Mars
- Beirut
- Cake
- Jarabedepalo
- Kinky
- Kings of Convenience
- Pato Machete & Friends
- Sugar Blue
- The Dresden Dolls
- Ximena Sariñana
- Yelle

### Temporada 7
La séptima temporada fue estrenada el 7 de febrero de 2013 con Hot Chip.
- Basement Jaxx
- Bomba Estéreo
- Black Lips
- Descartes a Kant
- Hot Chip
- La Habitación Roja
- My Morning Jacket
- Ozomatli
- Paté de Fuá
- The Kills
- The Vaccines
- Tegan & Sara